# Helena Lovejoyová
Helena Lovejoyová (narozená jako Harold Schwartzbaum) je fiktivní postava z amerického animovaného seriálu Simpsonovi. Je manželkou reverenda Timothyho Lovejoye, se kterým vlastní springfieldský kostel. Je to springfieldská drbna, která o ostatních šíří pomluvy, často i nepravdivé. Je kamarádkou Marge Simpsonové a členkou skupiny Springfieldské investorky. V dílu Nešťastná svatba farář naznačuje, že je Helena transsexuálka, která se dříve jmenovala Harold Schwartzbaum.
Server Screen Rant Helenu Lovejoyovou zařadil na první místo seznamu 10 nejnenáviděnějších vedlejších postav Simpsonových. Web Looper ji umístil na 31. příčku žebříčku 50 nejlepších postav Simpsonových všech dob.
V původním znění jí hlas propůjčila Maggie Roswellová, v českém znění je její hlavní dabérkou Petra Jindrová Lupínková.